# Hayley Atwell
Hayley Elizabeth Atwell (ur. 5 kwietnia 1982 w Londynie) – brytyjska aktorka teatralna, telewizyjna i filmowa.

## Życiorys
Urodziła się w Londynie jako jedyne dziecko Angielki (doradcy motywacyjnego) i Amerykanina pochodzenia indiańskiego, zajmującego się masażem terapeutycznym, fotografią i szamanizmem. W 2005 ukończyła aktorstwo w szkole muzyczno-teatralnej Guildhall School of Music and Drama.
Jako aktorka teatralna występuje na scenach londyńskich teatrów, m.in. Duke of York’s Theatre, National Theatre i Royal Shakespeare Company, grała w sztukach Prometheus Bound, Women Beware Women, The Man of Mode, Major Barbara i innych. Za rolę Catherine w sztuce A View from the Bridge Catherine została w 2010 nominowana do nagrody Laurence Olivier Award dla najlepszej aktorki drugoplanowej.
W telewizji debiutowała w 2005. W 2007 otrzymała pierwszą rolę kinową, wcielając się w postać Angeli Stark w Śnie Kasandry w reżyserii Woody’ego Allena. W 2008 zagrała Elizabeth Cavendish w Księżnej, za co dostała nominacje do nagród BIFA i LFCC. W 2010 była nominowana do Złotych Globów dla najlepszej aktorki w miniserialu lub filmie telewizyjnym za rolę Alieny w Filarach Ziemi, zaś w 2011 do Scream Awards za występ w filmie Captain America: Pierwsze starcie jako Peggy Carter.

## Filmografia
- 2005: Whatever Love Means (film TV)
- 2006: The Line of Beauty (miniserial)
- 2006: Fear of Fanny (film TV)
- 2006: The Ruby in the Smoke (film TV)
- 2007: How About You
- 2007: Mansfield Park (film TV)
- 2007: Sen Kasandry
- 2008: Powrót do Brideshead
- 2008: Księżna
- 2009: Uwięziony (miniserial)
- 2010: Filary Ziemi (miniserial)
- 2011: Kapitan Ameryka: Pierwsze starcie
- 2012: I, Anna
- 2013: Marvel One-Shots: Agent Carter (film krótkometrażowy)
- 2014: Kapitan Ameryka: Zimowy żołnierz
- 2014: Agenci T.A.R.C.Z.Y. (serial TV)
- 2015: Agentka Carter (serial TV)
- 2015: Kopciuszek
- 2015: Avengers: Czas Ultrona
- 2015: Ant-Man
- 2018: Krzysiu, gdzie jesteś?
- 2019: Avengers: Koniec gry
- 2022: Doktor Strange w multiwersum obłędu
- 2023: Mission: Impossible – Dead Reckoning
- 2024: Paddington w Peru
- 2025: Mission: Impossible – The Final Reckoning